# 錢永昌
錢永昌（1933年4月—2021年10月31日），上海市人，1953年10月加入中国共产党工作，大連海運學院航海系畢業，大學學歷，高級工程師。曾任中國遠洋運輸總公司總經理、交通部部長。

## 简介
1950年至1953年在上海航務學院、大連海運學院航海系學習。1953年至1960年在上海中興輪船公司「新康輪」做實習生，任三副、見習二副，在上海海運局「中興五號輪」任二副、大副。1960年至1964年在上海海運局「和平三十一號輪」、「中興五號輪」、「和平三十七號輪」任船長。1964年至1974年在中國遠洋運輸總公司上海分公司任船長。1974年至1980年任中國遠洋運輸總公司上海分公司航運組負責人、黨委常委、革委會副主任、副經理、黨委副書記、經理。1980年至1982年任交通部黨組成員、遠洋局局長、黨委副書記兼中國遠洋運輸總公司總經理。1982年4月至1984年6月任交通部常務副部長、黨組成員、黨組副書記。1984年6月至1991年3月任交通部部長。1991年3月2日，七届全国人大常委会第18次会议披露：“根据国务院的提议，鉴于林汉雄和钱永昌同志分别犯有违反纪律和以权谋私的错误，已不再适宜担任部长职务，会议决定，免去林汉雄的建设部部长职务，免去钱永昌的交通部部长职务。”1992年3月，钱永昌被中共中央撤銷中央委員職務、开除党籍。1993年2月任国务院口岸领导小组副组长。2021年10月31日，在上海逝世。
中共第十二屆、十三屆中央委員（1992年3月撤销）。